# Высокогорная муния
Высокогорная муния (лат. Lonchura montana) — птица семейства вьюрковых ткачиков отряда воробьинообразных.

## Внешний вид
Длина тела 11—12 см. Самец и самка окрашены одинаково. У них лоб, темя, уздечка и верхняя часть горла чёрные. Кроющие уха коричнево-чёрные, спина и крылья тёмно-коричневые, надхвостье и верхние кроющие хвоста жёлтые. Чёрные рулевые иногда имеют жёлтую каёмку. Бока чёрные. Охристо-коричневая верхняя часть груди отделяется от белой нижней части тела чёрной поперечной полосой. Нижние кроющие хвоста чёрные, голень коричневая. Радужка коричневая, клюв светло-серо-голубой, ноги серые.

## Распространение
Обитают в горах на западе Новой Гвинеи, в основном на горах Мандала и Джая.

## Образ жизни
Населяют высокогорные луга и заросли подушкообразных кустарников на высоте более 4 000 м над уровнем моря. Птицы живут парами и поодиночке. Питаются семенами трав. Очень пугливы.

## Размножение
Птицы гнездятся в любое время года.